# ريان هاكيت
ريان هاكيت (بالإنجليزية: Ryan Hackett)‏ هو سائق سباق أمريكي، ولد في 30 يوليو 1982 في لا بلاتا في الولايات المتحدة.

## وصلات خارجية
- الموقع الرسمي
- ريان هاكيت على موقع Racing-Reference.info (الإنجليزية)